# Guelma (província)
Guelma é uma província da Argélia, com capital de mesmo nome. Localiza-se a leste do país, possui 34 comunas e 482.430  habitantes (Censo 2008).
Malaka em tempos remotos, Calama sob ocupação romana, Guelma é reconhecida por sua posição estratégica, além de seus recursos agrícolas e termais.
Do período de invasões ainda restam um teatro com mais de 5000 lugares construído no século II a.C., além de uma fortaleza bizantina.
Fortemente danificada pelas tropas coloniais francesas em setembro de 1836, Guelma resistiu bravamente à ocupação e em 8 de maio de 1945 é a cidade mártir da população argelina, enfrentando o colonialismo para clamar a liberdade.
Hoje, orientada para o crescimento sociocultural e econômico, Guelma se renova. Diversas empresas industriais nacionais estão aí localizadas, e se torna uma cidade de grande importância nesta região do país.